# 韋克羅斯 (印地安納州)
韋克羅斯（英語：Waycross）是位於美國印地安納州布朗縣的一個非建制地區。該地的面積和人口皆未知。

## 地理
韋克羅斯的座標為39°18′13″N 86°20′39″W / 39.30361°N 86.34417°W，而該地的平均海拔高度為215米（即705英尺）。